# 이승춘
이승춘(李承春, 1914년 5월 1일~1997년 12월 20일)은 대한민국의 정치인이다. 제6·7대 국회의원을 지냈다.
제6대 국회의원 선거를 앞두고 민주공화당의 공천을 받아 홍천군·인제군 선거구에 출마했다. 선거 결과 35.56%의 득표율을 기록하면서 제6대 국회의원으로 당선되었다. 제7대 국회의원 선거를 앞두고 같은 선거구에 출마했으며 48.54%의 득표율로 당선되면서 재선 국회의원이 되었다.
1997년 12월 20일에 사망했다.

## 역대 선거 결과
|  | 35.56% |

|  | 48.54% |